# عياط (قصابي ملوية)
عياط هي إحدى مشيخات المملكة المغربية، تتبع جغرافيا لإقليم بولمان وإداريًا لقصابي ملوية. يقدر عدد سكانها بـ 1561 نسمة حسب الإحصاء الرسمي للسكان والسكنى لسنة 2004.